# T.O.P
Choi Seung-hyun (koreanisch 최승현; * 4. November 1987 in Seoul, Südkorea), besser bekannt als T.O.P, ist ein südkoreanischer Popmusiker, Songwriter, Produzent, Schauspieler und war Mitglied der Boygroup Big Bang und designierter Dear Moon - Astronaut.

## Biografie
T.O.P wurde am 4. November 1987 in Seoul geboren und interessierte sich schon früh für Hip-Hop. Schon seit seiner Kindheit war er mit Kwon Ji-yong befreundet; sie waren Nachbarn und trafen sich regelmäßig zum Tanzen und Rappen. Nachdem T.O.P wegzog, verloren sie sich aus den Augen, bis G-Dragon von YG Entertainments Plänen hörte, eine Boygroup zu gründen. Darauf kontaktierte er T.O.P der damals als der Untergrund Rapper Tempo aktiv war. T.O.P wurde zunächst von YG Entertainment abgelehnt, weil er als „zu pummelig“ empfunden wurde. Innerhalb von 40 Tagen nahm er 20 kg ab und sechs Monate später bewarb er sich erneut und wurde angenommen.
Der Name T.O.P (탑) stammt von dem Sänger Se7en. Big Bang debütierte schließlich am 19. August 2006 in der Olympic Gymnastics Arena während des YG Family 10th Year Concert.

### 2007–2010: Solokarriere, GD&T.O.P und Schauspielerei

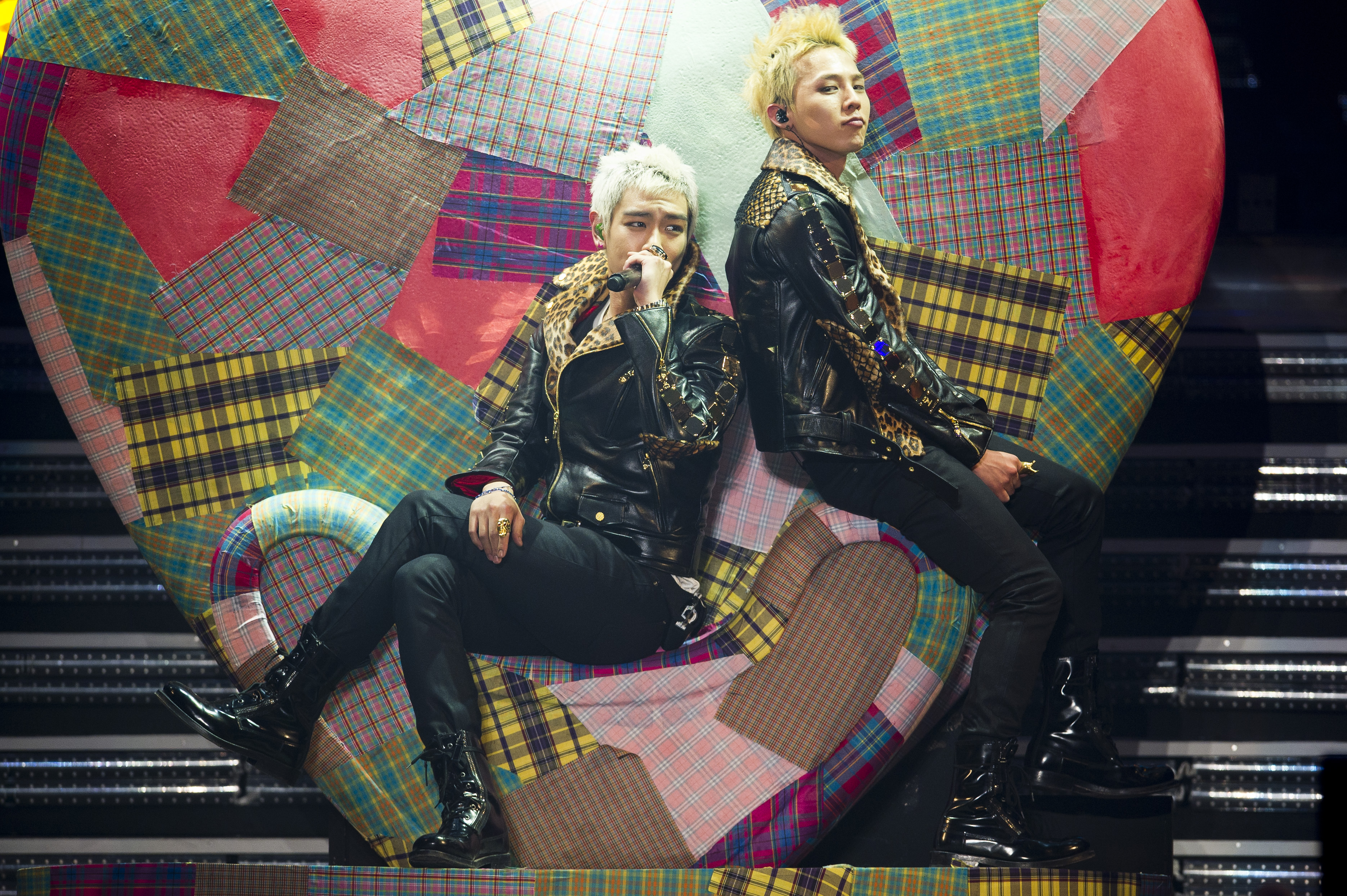
GD & T.O.P bei einem Liveauftritt

Im April 2007 waren T.O.P, G-Dragon und Taeyang auf Lexys Single Super Fly vertreten. Außerdem war er das erste Big-Bang-Mitglied, das schauspielerisch aktiv wurde. Er spielte im Drama I Am Sam mit, als der beste Kämpfer der Schule Chae Musin. Darauf wurde er Moderator für MBCs Show! Music Core. Im Jahr 2009 spielte er den Auftragsmörder Vick in der Fernsehserie Iris. Mit G-Dragon und Taeyang nahm er den Song Hallelujah für den Soundtrack der Serie auf. Ende November 2009 spielte er mit Seungri im Film 19-Nineteen mit.
Währenddessen bereitete er sich auf sein Solodebüt vor. Während eines Konzerts von Big Bang führte er seinen Solosong Turn It Up auf. Die Single stieg auf die 2 der Gaon Charts ein.
Im Dezember 2010 veröffentlichte T.O.P mit G-Dragon ein Album. Zu dem Album gehören drei Singles, High High, Oh Yeah und Knock Out, die vor dem Album veröffentlicht wurden. Die drei Lieder belegten die ersten drei Plätze der südkoreanischen Charts. Mit der Veröffentlichung am 24. Dezember 2010 stieg das Album GD & TOP in der Folge ebenfalls auf Platz eins der Gaon Charts ein.

### Seit 2017: Wehrpflicht und Marihuana-Skandal
Im Februar 2017 begann T.O.P seine 21-monatige Wehrpflicht. Im Juni des Jahres wurde gegen T.O.P eine strafrechtliche Ermittlung begonnen, nachdem er Marihuana geraucht hat. Am 20. Juli wurde T.O.P zu zwei Jahren auf Bewährung verurteilt.

## Diskografie

### Studioalben
- 2010: GD & TOP (mit G-Dragon)

## Filmografie

### Filme
- 2009: 19-Nineteen (나의 19세 Naui 19-se)
- 2010: 71: Into the Fire (포화 속으로 Pohwa Sogeuro)
- 2011: Mission I.R.I.S. (아이리스: 더 무비 IRIS: The Movie)
- 2013: Silent Assassin (동창생 Dongchangsaeng)
- 2014: Tazza: The Hidden Card (타짜: 신의 손 Tazza: Sin-ui Son)
- 2016: Big Bang Made (Dokumentation)
- 2017: Out of Control

### Fernsehserien
- 2007: I Am Sam (아이 엠 샘)
- 2009: IRIS (아이리스)
- 2010: ATHENA : Goddess of War (아테나: 전쟁의 여신)
- 2015: Secret Message (시크릿 메세지)
- 2024: Squid Game Staffel 2 (오징어 게임)